# 彼得·艾森曼
彼得·埃森曼（英語：Peter Eisenman，1934年8月11日—），美國建築師、建築理論家與教育家。現於耶魯大學建築學院從事理論研討與進階設計工作室的教學，亦曾任教於劍橋大學、哈佛大學、賓州大學、普林斯頓大學及俄亥俄州立大學。他也是庫柏聯盟學院的榮退教授。

## 早年
1932年，埃森曼生於美國紐澤西州紐華克一個中產家庭；幼時就讀梅普爾伍德哥倫比亞中學，1955年取得康乃爾大學建築學士學位，並因畢業論文傑出而獲頒查爾斯桑德獎（Charles G. Sands Memorial Medal）；短暫實習工作後獲哥倫比亞大學建築規劃與保存研究所錄取，1960年取得碩士學位，而後得到威廉金旅行獎學金（William Kinne Fellows Traveling Prize）前往英國劍橋大學研究哥特式建築，於1962年取得藝術碩士學位，隔年獲博士學位。劍橋大學時期在建築理論暨評論家科林·羅的指導與鼓勵下，他遊歷歐陸並重新檢視了現代建築的諸多起源，特別是義大利的理性主義建築以及法國建築師柯比意的早期作品，其中體現的整套想法就形成他早期建築哲學與實踐的核心。雖然埃森曼的祖父是建築從業者，但他自認是直到大學時期研習建築學後才決定要成為建築師的。

## 建築生涯
1963年，埃森曼自英國學成歸國後在紐約市的事務所工作，並於普林斯頓大學建築學院任助理教授，他也常與其他年輕的建築專業者論辯有關建築的未來，1964年，他與麥可·葛瑞夫等人共同發起「環境研究建築師會議」，1969年他偕會議中的四位建築師查爾斯·格瓦德梅、約翰·海杜克、麥可·葛瑞夫和埃森曼自己的表弟理查·麥爾在現代藝術博物館一起舉辦展覽，因此成為後來著名的白派建築師「紐約五人」，「白派」是相對於羅伯特·斯坦恩和查爾斯·摩爾的耶魯「灰派」而言。他們訴求回到二十世紀現代主義的原點，即見諸於柯比意早期的作品、義大利理性主義建築師朱塞佩·特拉尼和荷蘭風格派運動的建築師赫里特·里特費爾德。這些更抽象、更理論的建築觀點驅動著「紐約五人」的作品，這在當時普遍被認為是柯比意想法的再實踐。結果因應而生的作品從好的方面來看，讓人感受到強有力、內向化、透過批判性實驗為建築師創造了精采的建築；從壞的方面來看，最受詬病的是傾向於忽視業主的需要、機能的要求、甚至是所需的建築技術，似乎全然只為了自我理想的追求。埃森曼的論述追求的主題包括比較形式分析、規則的解放與自主化，以及包括特拉尼、帕拉底歐、柯比意和斯特林等建築師的歷史。後來「紐約五人」又各自發展獨特的風格和思想體系，而埃森曼後期則趨向了解構主義。
1967年，埃森曼發起了建築與都市研究學會，並擔任第一屆理事長至1981年卸任，這個時期主要的議題都圍繞於現代都市與住宅的本質上
。
如1967年埃森曼與葛瑞夫等人合作為曼哈頓哈林區的更新做了一個都市巨型建築的提案，這個提案也在現代藝術博物館一場名為「新城市：建築與都市更新」的展覽中成為主軸，從這個提案來看，埃森曼好像被認定是一個第三代現代主義建築師，但隨後他很快地就證明這是對他的一種誤解。
在埃森曼推動下，建築與都市研究學會在1973年開始出版《對立》期刊，刺激了諸多提案的相互競爭，推廣了英美形式主義和義大利理性主義建築的觀念，並將當代歐洲學界的現象學、結構主義和馬克思主義等評論引進美國的脈絡中，催化了1970年後美國建築界的思辯與新興建築理論的產生。1990年代，埃森曼創立了ANYone公司，是一個透過學術會議與出版《ANY》和《Log》雜誌來探討20世紀末以降建築文化狀態及建築學與都市學的智庫。
1967年埃森曼透過以構築形式來探索理論涵義的方式，開始了一系列的住宅設計，因其白色薄牆和看似模型的特質而被標誌為「紙板建築」。透過嘗試探索「視覺語法」的概念，這些住宅表現了埃森曼所指涉的「深層結構」。這些作品複雜的本質起源於埃森曼對語言和符號學的興趣，得自於他對於著名語言學家暨哲學家諾姆·喬姆斯基理論的研究。在本質上，他的設計由格線控制的平面圖和細圓柱構成的結構框架所組成，這些元素則作為立體空間量體以三維方式投影在數個層列面上，在早期設計中，這些面以彼此垂直的方式在立方體內被放置，在較晚的設計中，某些面則以網格旋轉偏移後再重疊在原來網格的方式被錯位放置。這些住宅設計過程的重要構件也就是埃森曼試圖解釋他的作品中每個設計文本的產物，這些建築從住宅一號到住宅十號都刻意以數字編號而以非業主名字命名。觀者需要閱讀文本脈絡來充分了解他的建築，這是一個值得注意的思考點。埃森曼相關的論述最後集結成兩本書：收錄住宅一號至住宅六號的《紙板住宅》和《住宅十號》。1970年代中期設計的住宅六號使他困於結構與機能之中。業主起初還贊同他的理論與要求，但由於當時他缺乏施工經驗導致細部設計不良，經年的修改已使費用超出預算，甚至耗光業主的畢生積蓄，迫使業主發表聲明說：「我必須承認這房子的問題與優點一樣多。」
到1970年為止，埃森曼已經嶄露頭角成為後現代主義建築運動的領導者。「後現代」與「後現代主義」這兩個名詞是有某種程度的問題的。它們是參考文學理論而來，而被評論家查尔斯·詹克斯不適當地用來描述那些取代現代主義建築的建築。雖然有些人質問現今的建築是代表一個全新時代的來臨，還是依然屬於現代主義的下一個面向。現代主義很清楚的就是在埃森曼持續出現於當代事件的尖端上。他在1970年代早期的部分作品就是這些理論的精心之作，而這些理論都表現在住宅案上。然而現在他走出了純幾何之外，去分析用來描繪複雜結構（如天氣形成）的純量幾何，他特別對這些由數學家本華·曼德博所討論的觀念感興趣。埃森曼從這些研究導出他所提到的「軌跡」：也就是從其它來源來的直線或共鳴，而此來源能夠在設計的任何方位被意識到。他第一個闡釋這個想法的作品就是衛克斯那藝術中心，這也是他的第一個大型建築案。作品中的兩個「軌跡」之一是切割建築物的中央走道，以同樣的角度配合於數哩之外的機場跑道；其二是抽象的建築元素讓人回想起曾經立於原址上的兵工廠。他在1980年代的成就受到美國藝術暨文學學會的肯定，在1984年頒給他阿諾布魯納獎（Arnold W. Brunner Memorial Prize）。
埃森曼後期的作品都是源自於不同理論的組合，如法蘭克福大學生物中心的提案就來自於穿插入碎型幾何的DNA分子結構。然而，1980年代後期他的工作推動力主要就是解構主義這個哲學評論運動，解構主義大部分的理論是由法國哲學家德希達作為回應結構主義所發展出來的。埃森曼則在解構主義中尋找建築的新原則。傳統上建築師以人作為基礎來告知和支配他們的工作，但埃森曼認為這種情況在現代社會難以為繼，他提出三個打破平衡的概念來指導他的建築：不連續、可遞迴及自相似性，加州州立大學藝術博物館的提案就體現了這些概念。在此，過去、現在、未來相互激盪：1849年的淘金潮、1949年的大學成立、2049年博物館的再發現都說明了這個設計過程。埃森曼致力於連接過去與現在的想法，也可見於1994年他精選從1978年到1988年的11個案例，在蒙特婁加拿大建築中心舉辦標題為「人工開鑿城市」的展覽之中。埃森曼在1990年代的作品包括了一個德國法蘭克福的「雷柏史托克公園」都市計畫案，他極度集中在使用「摺疊技術」上。他也設計了辛辛納提大學全校園更新案中的阿羅諾夫設計與藝術中心。
從學院和理論的觀點來看，他聚焦於解放建築形式是顯著的，但也導致建築結構施工困難並讓使用者覺得不友善。1989年當時讓人熱切期待的衛克斯那藝術中心是他首個重要的解構主義公共建築，但因基本的設計瑕疵如材料規格的不適當以及美術展覽空間直曝於陽光下，而需要大幅度且所費不貲地更改設計。還有一個重複發生的問題就是錯綜衝突的樑柱與切面讓使用者暈頭轉向而感到噁心。用安德魯·巴蘭坦(Andrew Ballantyne)的話來說：「讓人感覺建築的不友善，某種程度的價值就是提高了建築物的知名度。」
埃森曼的從業作品常被指涉為形式主義、解構主義、晚期前衛派、晚期現代主義或高度現代主義。他的一些案子中顯見的特定碎形化被認定是他標或自標為解構主義者的一群折衷主義建築師的特徵，這群建築師於1988年在現代藝術博物館舉辦標題為「解構主義建築」的展覽，展覽的標題同時也指出了埃森曼與後結構主義思想家德希達傳奇的合作關係。
埃森曼不斷地尋找新的建築原點並且持續地出現在建築評論與思辨的前沿上。他也是首批提倡將電腦輔助設計導入建築的人。人們常會問：他的下一步是什麼？

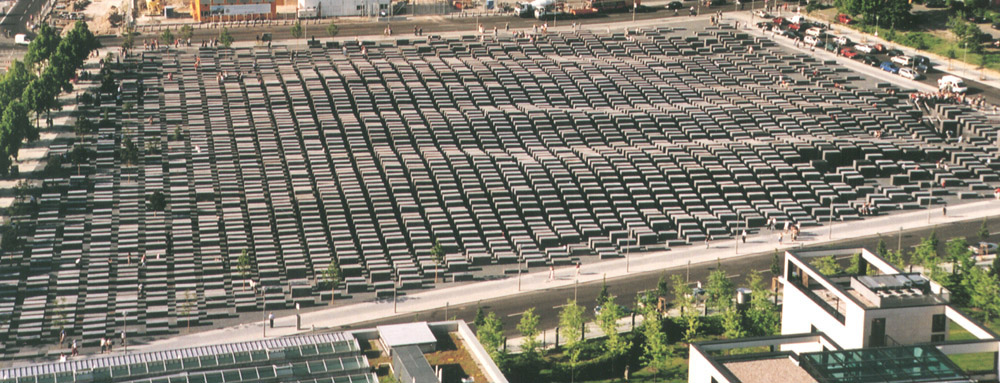
歐洲被害猶太人紀念碑／德國 柏林，2005年

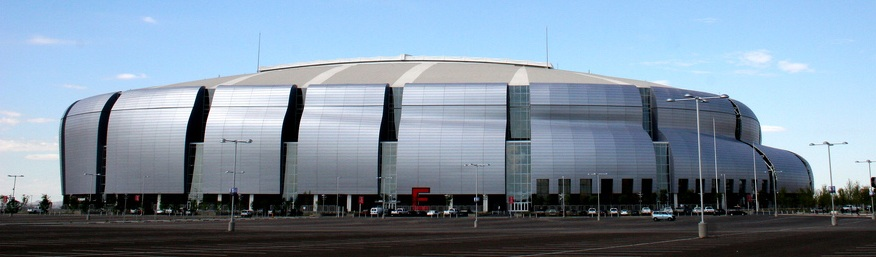
鳳凰城大學體育館／美國 亞利桑那州 格蘭岱爾，2006年

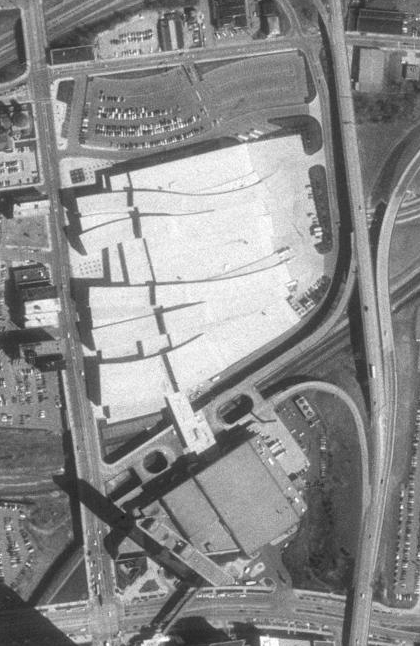
大哥倫布會議中心／美國 俄亥俄州 哥倫布，1993年

## 建築作品
- 住宅二號（法爾克住宅），美國 佛蒙特州 哈德維克（英语：Hardwick, Vermont），1969
- 住宅六號（英语：House VI）（法蘭克住宅），美國 康乃狄克州 康沃爾，1975.
- 查理檢查哨社會住宅（德语：Haus am Checkpoint Charlie），德國 柏林，1985 - 1986
- 俄亥俄州立大學衛克斯那藝術中心，美國 俄亥俄州 哥倫布，1989
- 布谷東京大廈，日本 東京 江戶川區，1991[8]
- 大哥倫布會議中心（英语：Greater Columbus Convention Center），美國 俄亥俄州 哥倫布，1993  （页面存档备份，存于）
- 阿羅諾夫設計與藝術中心（英语：Aronoff Center for Design and Art），美國 俄亥俄州 辛辛那提，1996
- 加利西亞文化城（英语：City of Culture of Galicia），西班牙 加利西亚 聖地亞哥-德孔波斯特拉，1999
- 古堡博物館之停步花園，義大利 維洛那，2004
- 歐洲受害猶太人紀念碑，德國 柏林，2005
- 鳳凰城大學體育館，美國 亞利桑那州 格蘭岱爾，2006